# Ібрагім Аль-Харбі
Ібрагім Аль-Харбі (араб. إبراهيم ماطر; нар. 10 липня 1975, Ер-Ріяд) — саудівський футболіст, що грав на позиції півзахисника.
Виступав, зокрема, за клуб «Ан-Наср» (Ер-Ріяд), а також національну збірну Саудівської Аравії.
Дворазовий клубний чемпіон Перської затоки.

## Клубна кар'єра
У дорослому футболі дебютував 1993 року виступами за команду клубу «Ан-Наср» (Ер-Ріяд), в якій провів чотирнадцять сезонів.
Завершив професійну ігрову кар'єру у клубі «Охуд», за команду якого виступав протягом 2007—2009 років.

## Виступи за збірну
У 1994 році дебютував в офіційних матчах у складі національної збірної Саудівської Аравії. Протягом кар'єри у національній команді, яка тривала 10 років, провів у формі головної команди країни 61 матч, забивши 1 гол.
У складі збірної був учасником кубка Азії з футболу 1996 року в ОАЕ, здобувши того року титул переможця турніру, розіграшу Кубка конфедерацій 1997 року у Саудівській Аравії, чемпіонату світу 1998 року у Франції, розіграшу Кубка конфедерацій 1999 року у Мексиці.

## Титули і досягнення
- Клубний чемпіон Перської затоки (2):

«Ан-Наср»: 1996, 1997
- Володар Кубка Азії: 1996
- Переможець Кубка арабських націй: 1998
- Переможець Кубка націй Перської затоки: 2002